# Epidendrum torquatum
Epidendrum torquatum är en orkidéart som beskrevs av John Lindley. Epidendrum torquatum ingår i släktet Epidendrum och familjen orkidéer. Inga underarter finns listade i Catalogue of Life.